# Ломени, Анри-Огюст де
Анри́-Огю́ст де Ломени́, граф де Брие́н(н) (фр. Henri-Auguste de Loménie, comte de Brienne, seigneur de La Ville-aux-Clercs; 1594  — 3 ноября 1666 ) — французский политический деятель, государственный секретарь иностранных дел при Мазарини, правившем во Франции в период малолетства Людовика XIV. Автор «Мемуаров», коллекционер рукописей.

## Биография и деятельность
В 1624 году, будучи посланником в Англии, устроил брак Генриетты Французской с принцем Валлийским. В 1638 году назначен государственным секретарём. После непродолжительной опалы он снова вошёл в милость у Анны Австрийской, которая против воли Мазарини поручила ему заведование иностранными делами (23 июня 1643 — 3 апреля 1663).
Уступил королю коллекцию рукописей, которая хранится во Французской национальной библиотеке.
Напечатал «Observations sur les mémoires de M. de La Châtre» (Кёльн, 1664), чтобы защитить память Анны Австрийской, и оставил «Мемуары» (Mémoires), вошедшие в состав «Собрания Мишо и Пужула» (Collection Michaud et Poujoulat).

## Семья
- Жена — Луиза де Беон (фр., 1605—1665), дочь Бернара III де Беон дю Массе, маркиза де Бутвиль (1554?—1608).
- Их старший сын из семи детей — Луи-Анри (1635—1698) в 1663 году уединился в монастыре Oratoire (фр.), в 1670 году вышел оттуда, стал вести разгульную жизнь и был заключен в аббатство Сен-Жермен, потом в Сен-Лазар (фр.) по приказу Людовика XIV, признавшего его сумасшедшим. Автор нескольких сочинений: «Ludovici Henrici Lomenii Itinerarium» (П., 1660), элегантное латинское описание его путешествий; «Remarques sur les règles de la poésie française», «Mémoires de H. L. de B., contenant plusieurs particularités importantes et curieuses»[1].